# Aquila (género)
Aquila es un género  de aves accipitriformes de la familia Accipitridae que incluye las  águilas verdaderas. Los restos fósiles parecen indicar que se diferenció en el Mioceno, y los primeros ejemplares eran más fuertes que sus descendientes actuales. Se diferencian de otros géneros de Accipitridae por tener los tarsos totalmente cubiertos de plumas. Su presencia está prácticamente restringida al Hemisferio Norte.

## Especies
El género Aquila incluye catorce especies:
- Aquila adalberti - águila imperial ibérica
- Aquila africana - águila azor congoleña
- Aquila audax - águila audaz
- Aquila chrysaetos - águila real
- Aquila clanga - águila moteada
- Aquila fasciata - águila azor  perdicera (anteriormente Hieraaetus fasciatus)
- Aquila gurneyi - águila moluqueña
- Aquila hastata - águila moteada hindú
- Aquila heliaca - águila imperial oriental
- Aquila nipalensis - águila esteparia
- Aquila pomarina - águila pomerana
- Aquila rapax - águila rapaz
- Aquila spilogaster - águila azor africana (anteriormente Hieraaetus spilogaster)
- Aquila verreauxii - águila cafre

### Especies fósiles
Se conocen numerosos taxones fósiles de especies pertenecientes a este género. Muchas han sido reclasificadas en otros géneros, dejando las siguientes especies:
- Aquila bullockensis (Mioceno Medio, Australia)
- ?Aquila delphinensis (Mioceno Medio/Superior de Grive-Saint-Alban, Francia)
- ?Aquila pennatoides (Mioceno Medio/Superior de Grive-Saint-Alban, Francia)
- Aquila sp. (Mioceno Superior – Plioceno Superior del sur de Europa)[3]
- Aquila sp. (Plioceno Inferior de Florida, Estados Unidos)
- Aquila bivia (Plioceno Superior del sur de Estados Unidos)
- Aquila sp. (Pleistoceno Medio de Castiglione, Córcega)[4]
- ?Aquila fossilis (Pleistoceno Medio/Superior de Monte Reale, Cerdeña)
- ?Aquila sp. (Cuaternario Superior, Madagascar)[5]

No está claro si "Hieraaetus" edwardsi (¿Mioceno Medio? - Mioceno Superior del suroeste de Europa) pertenece a Aquila o a los aguiluchos (si estos últimos son ciertamente diferentes). Su nombre inicial, "Aquila" minuta Milne-Edwards, 1871, ya fue usado por un sinónimo más moderno del águila calzada, Aquila minuta Brehm, 1831.
Especies ya no clasificadas en Aquila:
- "Aquila" gervaisii – ahora en Palaeohierax
- "Aquila" borrasi, "A." sodalis – ahora en Buteogallus. B. borrasi fue por largo tiempo situado en Titanohierax.
- "Aquila" pliogryps – ahora en Spizaetus
- "Aquila" corroyi, "A." depredator, "A." hypogaea y "A." prisca – ahora en Aquilavus
- "Aquila" ferox, "A." lydekkeri – son búhos protoestrígidos, ahora incluidos en el género Minerva.

"Aquila" danana (Mioceno Superior/Plioceno Inferior de Snake Creek en Loup Fork, Estados Unidos), ocasionalmente situada en Geranoaetus o Buteo, es un ave rapaz de relaciones filogenéticas sin resolver.